# グレゴリアン
グレゴリアン（Gregorian）は、エニグマを脱退した音楽プロデューサーのフランク・ピーターソンを筆頭とするドイツのポップスのバンドである。グレゴリオ聖歌を題材にした楽曲を発表し、高い人気を得た。『マスターズ・オブ・チャント』作成の際にはサラ・ブライトマンやその妹アメリアとも競演した。

## ディスコグラフィ

### 初期プロジェクト
- Sadisfaction (1991年)
- "So Sad" (1991年) ※シングル
- "Once in a Lifetime" (1991年) ※シングル

### マスターズ・オブ・チャント
- 『ティアーズ・イン・ヘヴン〜マスターズ・オブ・チャント』 - Masters of Chant (1999年)
- 『マスターズ・オブ・チャント2』 - Masters of Chant Chapter II (2001年)
- 『マスターズ・オブ・チャント3』 - Masters of Chant Chapter III (2002年)
- 『イマジン〜マスターズ・オブ・チャント』 - Masters of Chant Chapter IV (2003年)
- 『光と闇のストーリー』 - The Dark Side (2004年) ※オセアニアでは『Masters of Chant V』と呼ばれるが、同名の2006年のアルバムとは異なる
- 『マスターズ・オブ・チャント5』 - Masters of Chant Chapter V (2006年)
- 『オーラの祈り』 - Masters of Chant Chapter VI (2007年)
- Masters of Chant Chapter VII (2009年)
- Dark Side of the Chant (2010年)
- Masters of Chant Chapter VIII (2011年)
- Epic Chants (2012年)
- Masters of Chant Chapter IX (2013年)
- Winter Chants (2014年)
- Masters of Chant X: The Final Chapter (2015年)
- Holy Chants (2017年)
- Pure Chants (2021年)

### その他のアルバム、コンピレーション・アルバム
- The Masterpieces (2005年) ※ベスト・アルバム。CD+ライブDVD
- 『ベスト・オブ・グレゴリアン』 - Best of Gregorian (2005年)
- Christmas Chants (2006年)
- 『ベスト・オブ・グレゴリアン』 - Masters of Chant (2007年、Curb)
- Best of 1990–2010 (2011年)
- Live! Masters of Chant - Final Chapter Tour (2016年)
- Masters of Chant — The Platinum Collection (2017年)
- 20/2020 (2019年)

### シングル
- "Masters of Chant" (1999年)
- "I Still Haven't Found What I'm Looking For" (2000年)
- "Losing My Religion" (2000年)
- "Moment of Peace" (2001年)
- "Voyage Voyage" (2001年)
- "Join Me in Death|Join Me" (2002年)
- "The Gift" (2003年)
- "Angels" (2003年)
- "Where the Wild Roses Grow" (2004年)
- "O Fortuna" (2010年)

### ビデオ・アルバム
- Masters of Chant in Santiago de Compostela (2001年)
- Moments of Peace in Ireland (2001年)
- Masters of Chant Chapter III (2002年)
- 『ゴールド・エディション』 - Gold Edition (2003年)
- The Masterpieces (2005年)
- Masters of Chant: Live at Kreuzenstein Castle (2007年)
- Christmas Chants & Visions (2008年)
- Masters of Chant Chapter 8 (2011年) ※Gregorian Live in Europe 2011: The Dark Side of the Chant - 限定盤 (CD & DVD)
- Epic Chants (2012年) ※Dark Side of the Chants Live in Zagreb - 限定盤 (CD & DVD)
- Epic Chants Tour 2013 (2013年) ※Live in Belgrade - デラックス・エディション (CD & DVD)
- Masters of Chant - Final Chapter Tour (2016年)